# Suzanne Cathiard
Suzanne Cathiard (née le 13 juillet 1933 à Paris) est une sportive française, spécialiste du lancer du javelot et du handball.

## Biographie
Avec ses sœurs Simone, Marie-Claire (sa jumelle) et Georgette, elles pratiquent de nombreuses saisons le handball, d'abord au Fémina Sport avec lequel elle remporte le Championnat de France à onze en 1952 et en 1953[réf. nécessaire]. Puis à partir de 1955, les sœurs Cathiard rejoignent l'Union sportive d'Ivry et Suzanne y évolue jusqu'en 1973, remportant sept titres de Championne de France à sept.
Suzanne Cathiard est sacrée championne de France du lancer du javelot en 1958, 1959, 1960 et 1961. Sur cette période, elle améliore à quatre reprises le record de France du lancer du javelot : 44,39 m le 25 juillet 1959 à Colombes, 45,16 m le 26 juin 1960 à Copenhague, 45,38 m le 10 juin 1961 à Colombes et 46,33 m le 5 août 1961 à Innsbruck. Ce dernier record sera battu par Michèle Demys en 1964. Elle connaît également 20 sélections en équipe de France d'athlétisme.

## Palmarès

### Handball
- Championnat de France à onze
  - Vainqueur (2) en 1952[2] et 1953[réf. nécessaire]
- Championnat de France à sept
  - Vainqueur (7) en 1958, 1959, 1960, 1963, 1964, 1969, 1970
  - Deuxième (4) en 1962, 1965, 1966, 1968

### Athlétisme
- Championnats de France du lancer du javelot
  - Vainqueur (4) en 1958, 1959, 1960 et 1961